# 曼弗雷德·霍內克

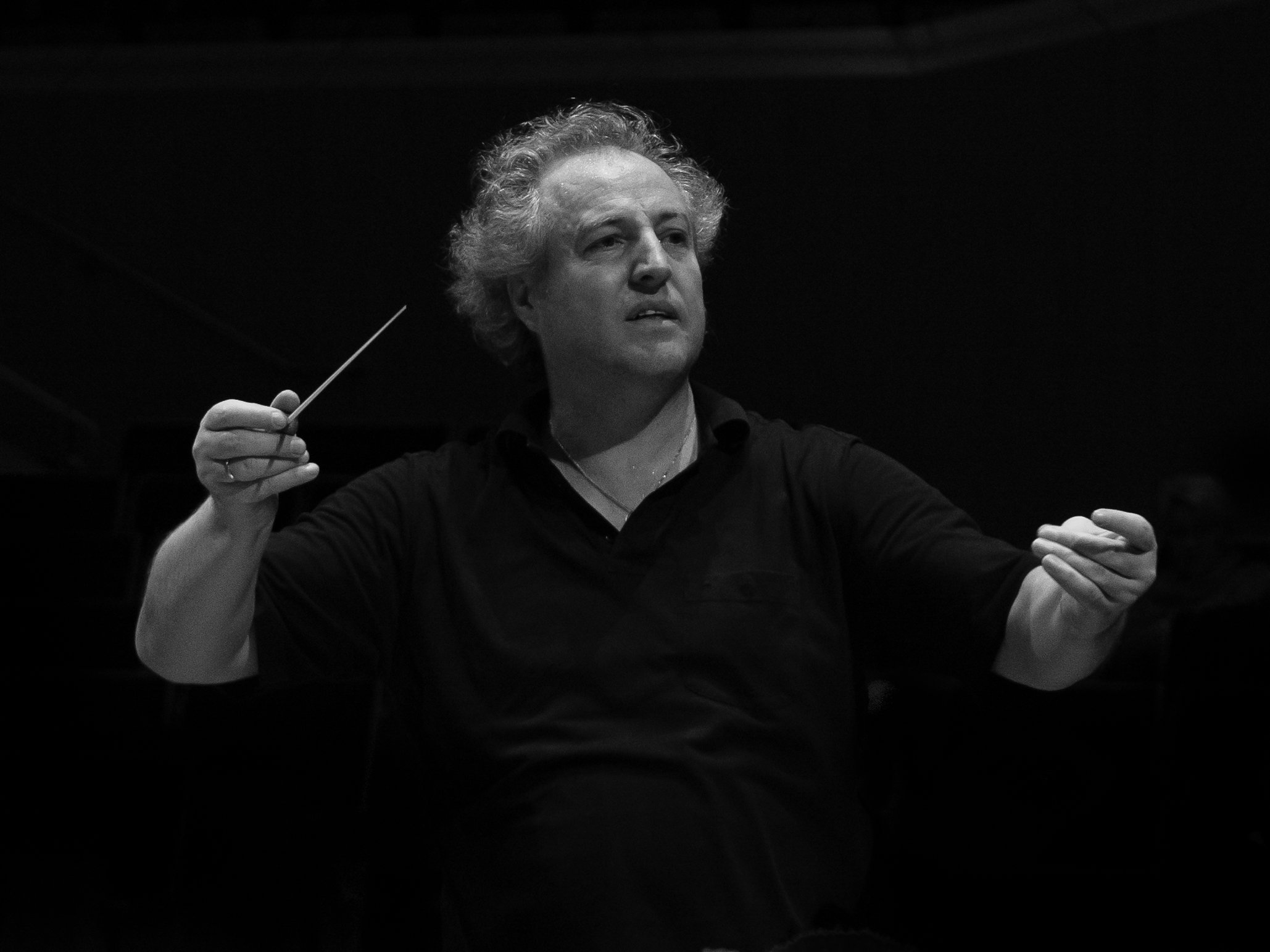
2013年的霍內克

曼弗雷德·霍內克（德語：Manfred Honeck，1958年9月17日—），奧地利指揮家，現任匹茲堡交響樂團音樂總監。

## 生平

### 早年
霍內克生於奧、瑞邊境的小城嫩青，幼年開始學習小提琴，之後進入維也納音樂院，修習中提琴演奏。畢業後，進入维也纳国立歌剧院及维也纳爱乐乐团演奏。此外，指揮方面則擔任克劳迪奥·阿巴多在马勒青年乐团的助理。1987年，創立維也納青年管弦樂團。

### 職業生涯

#### 簡歷
- 1991－1996年，蘇黎世歌劇院指揮[5]
- 1997－1998年，挪威國家歌劇院（英语：Norwegian National Opera and Ballet）音樂總監
- 1996－1999年，中德廣播交響樂團（德语：MDR-Sinfonieorchester）
- 1998年，奧斯陸愛樂樂團首席客座指揮
- 2000－2006年，瑞典廣播交響樂團（英语：Swedish Radio Symphony Orchestra）音樂總監
- 2008－2011年，捷克爱乐乐团首席客座指揮
- 2013－2016年，再任捷克爱乐乐团首席客座指揮
- 沃尔夫埃格國際音樂節（Internationale Wolfegger Konzerte）藝術顧問[6]

#### 近年活動
2007年樂季開始，霍內克擔任斯图加特國立歌劇院音樂總監，合約為四年期。在任期間，指揮《特洛伊人》、《依多美尼歐》、《阿依達》、《玫瑰騎士》、《聖衣會修女對話錄》、《羅恩格林》等劇目演出。他於2011年9月自司徒加特離任。
2007年1月24日，匹茲堡交響樂團任命霍內克為新任音樂總監（第9任），他將在2008年樂季上任，合約期為三年。此前他在2006年曾二度指揮該團（5月、11月），受到好評。上任後他積極率團巡迴，足跡遍佈倫敦、柏林、薩爾茨堡、琉森、紐約等重要音樂城市及節目。2009年9月，宣布與樂團續約至2015年樂季結束止。2012年2月，再續約至2019年樂季結束止。同年霍內克與樂團在維也納樂友協會「駐紮」一週，進行客席系列演出。
2018年9月，霍內克第3次與匹茲堡交響續約，他的任期將再次延長至2021年樂季結束為止。

### 客座指揮
霍內克在歐洲樂壇仍有相當能見度，經常在班貝格交響樂團、鹿特丹愛樂樂團、法兰克福广播交响乐团、巴伐利亞廣播交響樂團、柏林爱乐乐团、萊比錫布商大廈管弦樂團、德累斯顿国家管弦乐团、王家音樂廳管弦樂團、伦敦交响乐团、巴黎管弦乐团、圣切契利亚音乐学院管弦乐团等團登台指揮。在美國，則指揮克利夫兰、芝加哥、洛杉矶、费城、波士顿、舊金山以及纽约等主要樂團。

## 作品

### 商業錄音節選

#### 與匹茲堡交響
霍內克與匹茲堡交響樂團的錄音由Exton以及Reference兩個品牌獨家發行。
- 布魯克納第9號交響曲，Reference，2019年
- 貝多芬第3號交響曲《英雄》，理查·史特勞斯第1號法國號協奏曲，Reference，2018年（現場演出）
- 蕭士塔高維契第5號交響曲，巴伯《弦樂慢板》，Reference，2017年
- 理查·史特勞斯《厄勒克特拉》，《玫瑰騎士》組曲，Reference，2016年
- 布魯克納第4號交響曲，Reference，2015年
- 貝多芬第5號與第7號交響曲，Reference，2015年
- 理查·史特勞斯《唐璜》、《死與變容》、《提尔恶作剧》，Reference，2013年
- 馬勒第5號交響曲，Exton，2012年
- 柴可夫斯基第5號交響曲，Exton，2011年
- 馬勒第3號交響曲，Exton，2011年
- 理查·史特勞斯《英雄的生涯》，Exton，2010年
- 馬勒第4號交響曲，Exton，2010年
- 馬勒第1號交響曲，Exton，2009年

#### 客座指揮
- 貝多芬、蘇佩等人作品，维也纳交响乐团，2017年
- 小約翰·史特勞斯家族作品，维也纳交响乐团，2014年
- 德弗乍克小提琴協奏曲，安娜-苏菲·穆特，柏林愛樂樂團，Deutsche Grammophon，2013年
- 布瑞頓小提琴協奏曲，Frank Peter Zimmermann，瑞典廣播交響樂團，Sony Classical，2009年
- 莫扎特《女人皆如此》（萨尔茨堡音乐节實況），Decca，2006年

## 獲獎與榮譽
- 古典音樂網路獎，2018年[20]
- 葛萊美獎最佳管弦樂演出獎、最佳錄音獎，2018年[21]
- 奧地利榮譽教職，2016年[9]
- 歐洲指揮家大獎（European Conductor's Award），1993年
- 榮譽學位：卡内基·梅隆大学、美國天主教大學[22]⋯⋯

## 個人生活
霍內克是奧托（Otto）與芙莉妲（Frieda）之子，兄弟姊妹共八人。他的弟弟Rainer是維也納愛樂樂團的樂團首席。
霍內克與妻子克莉斯蒂安（Christiane）居於阿爾特阿赫，他們育有六名子女。

## 外部連結
- 曼弗雷德·霍內克在Allmusic上的頁面
- 曼弗雷德·霍內克的Discogs页面（英文）

| 文化職務                | 文化職務                                 | 文化職務           |
| ----------------------- | ---------------------------------------- | ------------------ |
| 前任： Evgeny Svetlanov | 瑞典廣播交響樂團 2000年–2006年           | 繼任： 丹尼尔·哈丁 |
| 前任： Lothar Zagrosek  | 司圖加特國立歌劇院音樂總監 2007年–2011年 | 繼任： （從缺）    |